# どうしてそういう名まえなの
『どうしてそういう名まえなの』（どうしてそういうなまえなの）は、松谷みよ子の児童文学作品。1964年に『新しい幼児のためのお話あそび12ケ月』（黎明書房）昭和40年2月号に発表された。

## あらすじ
「まっくろくろ」で「くまちゃんみたい」で「くいしんぼう」な黒ネコ・クーと真っ白で青い目のネコ・青いおめめ（シロ）は、自分たち以外の名前の由来を知りたくなり、ネコを探しに行く。
すると、床屋の主人に飼われている黒と白のネコを見つけた。彼の名前はペン。なぜこのような名前なのかといえば、彼の毛の色分けがペンギンにそっくりだからである。
するとそこへ、野良猫のケムおばさんが通りかかった。そこで3匹の子ネコたちは訊ねた。
「おばさん、おばさん、おばさんはどうしてケムっていうの、おしえてよ!」（松谷みよ子全集 9『どうしてそういう名まえなの』より引用）
おばさんは立ち止まり、ため息をついて語りだした。
「あたしゃね、けむしみたいだから、ケムってつけられたんだよ。」（松谷みよ子全集 9『どうしてそういう名まえなの』より引用）
それを聞いた3匹の子ネコたちは、あまりにかわいそうな彼女の名前の由来に悲しむしかなかった。
その時、やってきた大きな犬に驚き、3匹は木の上に駆け上がった。なおも彼らに吠える犬に恐怖を感じていると、犬の飼い主が彼を呼ぶ声が聞こえてきた。すると犬は尻尾を振りながら駆けていってしまった。なんとこの犬の名前は「チビ」。何で大きいのに「チビ」なのか、子ネコたちはいつまでも考えていた。

## この話を収録している書籍
- 松谷みよ子全集 9（講談社・1972年4月8日初版発行。ISBN 4-06-122809-9）